# Deutsche Ornithologische Gesellschaft
La Deutsche Ornithologische Gesellschaft (littéralement: société ornithologique allemande, jusqu'en 2024: Deutsche Ornithologen-Gesellschaft) est une des plus anciennes sociétés scientifiques du monde puisqu'elle a été fondée en octobre 1850 à Leipzig par Johann Friedrich Naumann, August Carl Eduard Baldamus (de) (1812–1893) et Eugen Ferdinand von Homeyer. Le Journal für Ornithologie est son organe de presse depuis 1854.
Elle attribue régulièrement un prix, le prix Erwin-Stresemann, en l'honneur d'Erwin Stresemann.

## Quelques membres notables
- Bernard Altum (1824-1900)
- Wilhelm Blasius (1845-1912)
- Jean Cabanis (1816-1906)
- Gustav Hartlaub (1814-1900)
- Oskar Heinroth (1871-1945)
- Eugen Ferdinand von Homeyer (1809-1889)
- Mikhaïl Menzbier (1855-1935)
- Johann Friedrich Naumann (1780-1857)
- Anton Reichenow (1847-1941)
- Hermann Schalow (1852-1925)
- Erwin Stresemann (1889-1972)
- Viktor von Tschusi zu Schmidhoffen (1847-1924)